# کانگ هان نا
این یک نام کره‌ای است؛ نام خانوادگی کانگ است.
کانگ هان نا (کره‌ای: 강한나؛ زادهٔ ۳۰ ژانویه ۱۹۸۹) بازیگر اهل کره جنوبی است. از جمله آثاری که وی در آن ایفای نقش کرده می‌توان به سریال‌های تلویزیونی عاشقان ماه (۲۰۱۶)، درخشش باران (۲۰۱۷)، همسر آشنا (۲۰۱۸)، استارت آپ (۲۰۲۰)، هم‌اتاقی من یک گومیهو است (۲۰۲۱)، قلب خونین (۲۰۲۲) و فیلم امپراتوری شهوت (۲۰۱۵) اشاره کرد.

## فیلم‌شناسی

### فیلم
| سال  | عنوان                 | نقش                        | یادداشت    | منابع       |
| ---- | --------------------- | -------------------------- | ---------- | ----------- |
| ۲۰۰۹ | آخرین بازگشت به خانه  | سون-یونگ                   | فیلم کوتاه |             |
| ۲۰۰۹ | پادشاه گیتار          | یونگ-جین                   | فیلم کوتاه | [ ۳ ]       |
| ۲۰۱۱ | بیرون آمدن            | جونگ-وو                    | فیلم کوتاه | [ ۳ ]       |
| ۲۰۱۳ | کمربندها رو ببندید    | ماری                       |            |             |
| ۲۰۱۳ | تعهد                  | کارکنان پاره وقت خانه وافل |            |             |
| ۲۰۱۳ | دوست: میراث بزرگ      | آ-رام                      |            | [ ۴ ]       |
| ۲۰۱۴ | اشکی برای مرده‌ها نیست | مربی مهدکودک               |            | [ ۵ ] [ ۶ ] |
| ۲۰۱۵ | امپراتوری شهوت        | گا-هی                      |            | [ ۷ ] [ ۸ ] |
| ۲۰۱۵ | غیررسمی               | صدای دانشجوی دختر          | فیلم کوتاه |             |
| ۲۰۱۵ | ایستادن               | کانگ هانا                  | فیلم کوتاه | [ ۹ ]       |

### مجموعه تلویزیونی
| سال       | عنوان                        | شبکه                   | نقش                  | یادداشت                  | منابع         |
| --------- | ---------------------------- | ---------------------- | -------------------- | ------------------------ | ------------- |
| ۲۰۱۳–۲۰۱۴ | دوشیزه کره                   | ام‌بی‌سی                 | ایم سون-جو           |                          | [ ۱۰ ] [ ۱۱ ] |
| ۲۰۱۵      | ادامه دارد                   | ام‌بی‌سی اوری۱ ناور تی‌وی | معلم                 |                          | [ ۱۲ ]        |
| ۲۰۱۵–۲۰۱۶ | مامان من                     | ام‌بی‌سی                 | کانگ یو-را           |                          | [ ۱۳ ] [ ۱۴ ] |
| ۲۰۱۶      | آیینه جادوگر                 | جی‌تی‌بی‌سی               | ملکه پارک            | حضور افتخاری (قسمت۱۷–۱۹) | [ ۱۵ ]        |
| ۲۰۱۶      | عاشقان ماه                   | اس‌بی‌اس                 | پرنسس هوانگبو یونهوا |                          | [ ۱۶ ] [ ۱۷ ] |
| ۲۰۱۶      | درخشش باران                  | جی‌تی‌بی‌سی               | جونگ یو-جین          |                          | [ ۱۸ ]        |
| ۲۰۱۸      | همسر آشنا                    | تی‌وی‌ان                 | لی هی-وون            |                          | [ ۱۹ ]        |
| ۲۰۱۹      | بازمانده برگزیده: ۶۰ روز     | تی‌وی‌ان                 | هان نا-گیونگ         |                          | [ ۲۰ ]        |
| ۲۰۱۹      | درام استیج – زنی با گوش خونی | تی‌وی‌ان                 | کیم سو-هی            |                          | [ ۲۱ ]        |
| ۲۰۲۰      | ثبت جوانی                    | تی‌وی‌ان                 | جسیکا                | حضور افتخاری (قسمت۹)     | [ ۲۲ ]        |
| ۲۰۲۰      | استارت آپ                    | تی‌وی‌ان                 | وون این-جه           |                          | [ ۲۳ ]        |
| ۲۰۲۱      | هم‌اتاقی من یک گومیهو است     | تی‌وی‌ان                 | یانگ هی-سون          |                          | [ ۲۴ ]        |
| ۲۰۲۲      | قلب خونین                    | کی‌بی‌اس۲                | یو جونگ              |                          | [ ۲۵ ]        |